# Biserica din Stolniceni
Biserica din Stolniceni este o biserică amplasată în Stolniceni, raionul Ungheni, Republica Moldova. Este un monument arhitectural de importanță națională inclus în Registrul monumentelor Republicii Moldova ocrotite de stat cu nr. 1703 (raionul Ungheni). Datează din sec. XIX.